# Værøy
Værøy es un municipio en la provincia de Nordland (Noruega). Es parte del distrito de las Islas Lofoten. El centro administrativo del municipio es la localidad de Sørland. El otro pueblo en Værøy es Nordland. La mayoría de los residentes viven en la zona de Sørland que rodea al puerto principal.

## Generalidades

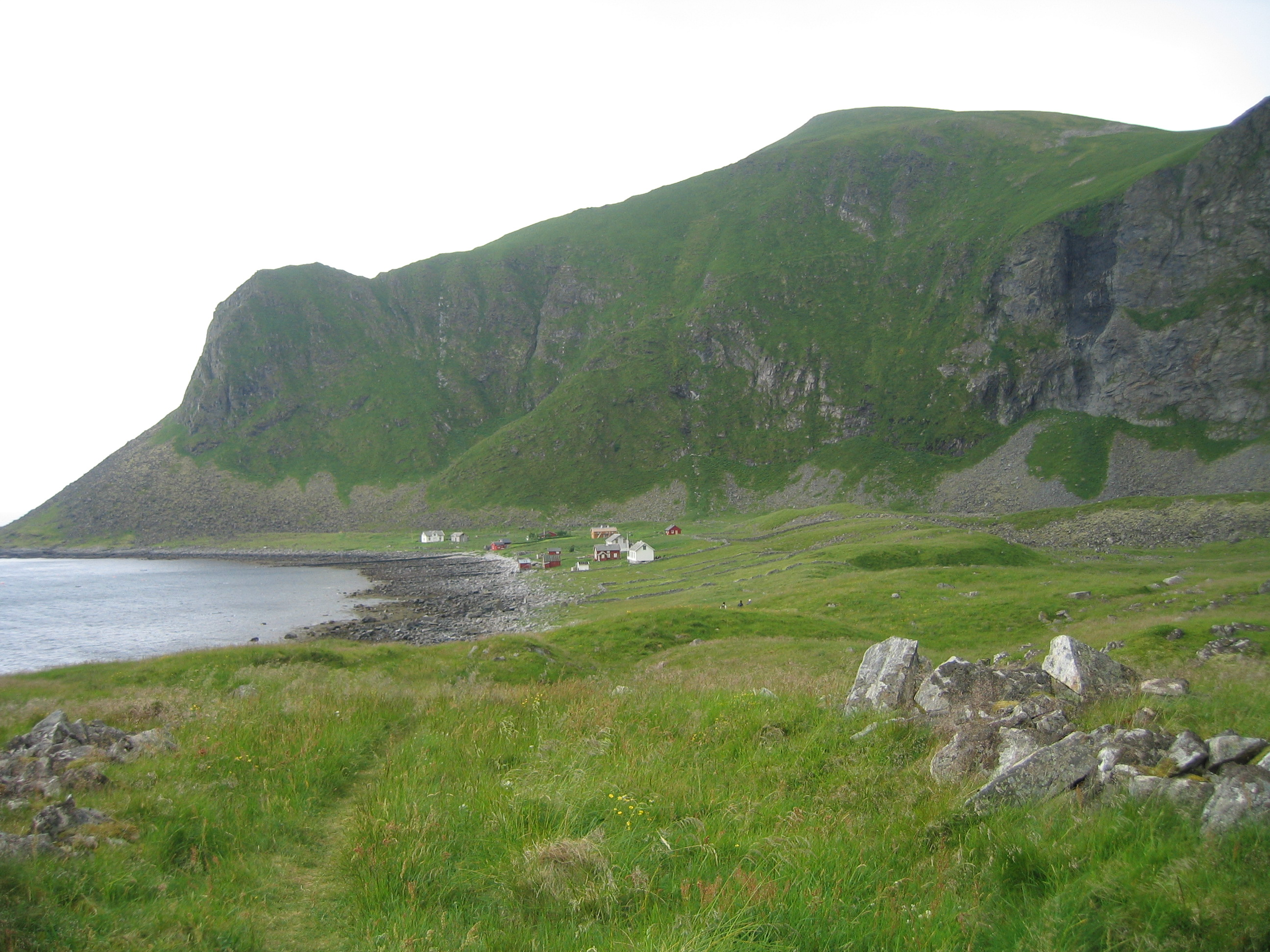
Mostad, localidad abandonada de la isla.

El municipio de Værøy se estableció el 1 de enero de 1838 (ver formannskapsdistrikt). El 1 de julio de 1928, el distrito sur de Værøy (población: 731) se separó para convertirse en el nuevo municipio de Røst.
Las principales actividades económicas son la pesca y el turismo.

### Toponimia
La forma en nórdico antiguo del sitio era Veðrøy. El primer elemento es veðr que significa "clima" (aquí se refiere a las inclemencias climáticas y la posición expuesta y desprotegida de la isla). El último elemento es øy que significa "isla". Históricamente, el nombre ha sido escrito Værø.

### Escudo de armas
El escudo de armas es de los tiempos modernos; fue creado el 10 de julio de 1988. Los brazos muestran un frailecillo en un fondo azul. Estas aves anidan en grandes cantidades en la zona y solían ser de gran importancia para el pueblo, por su carne.

## Geografía

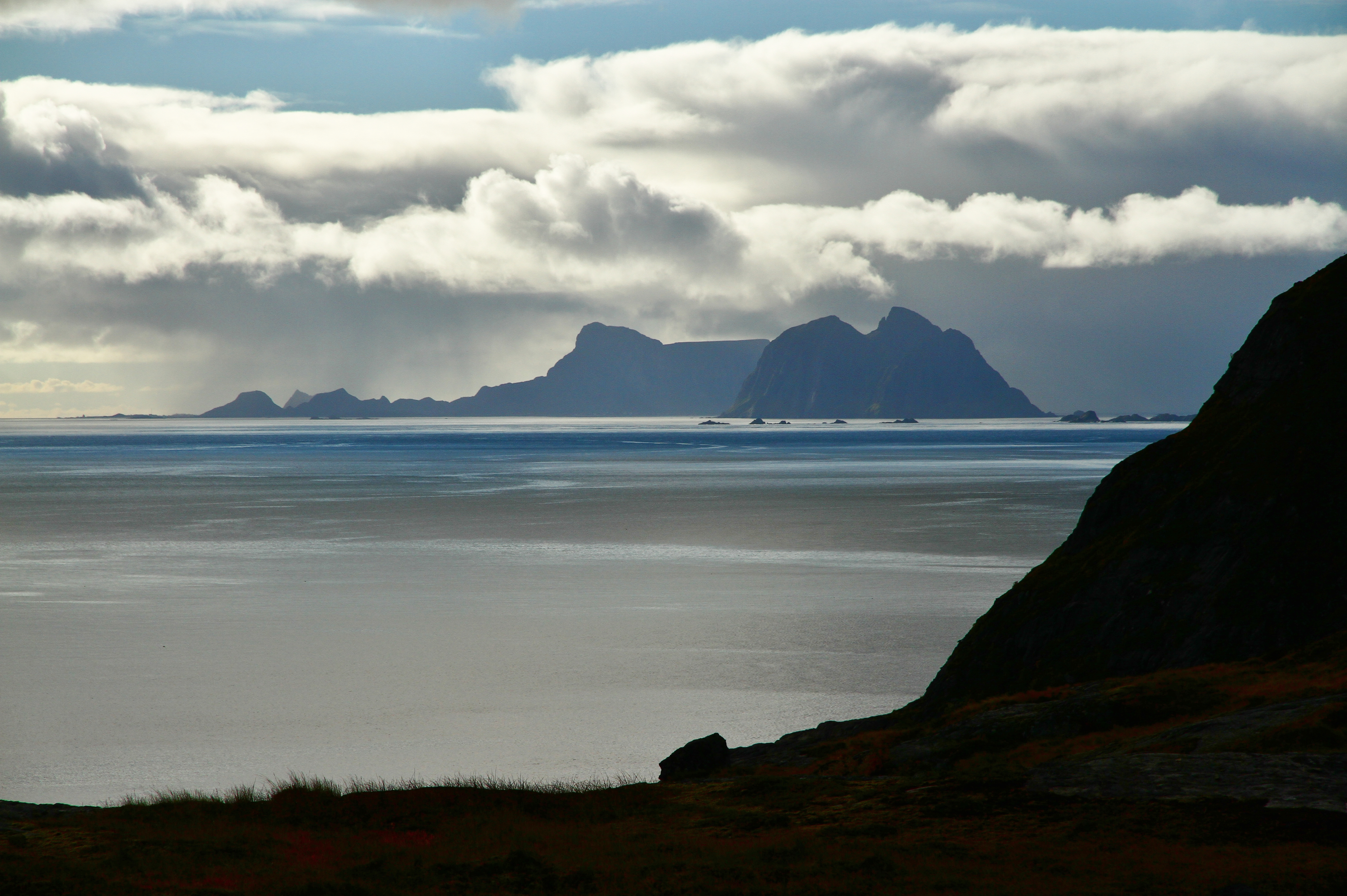
Vista de las islas Vaeroya y Mosken.

El municipio de Værøy está compuesto por muchas islas, las dos islas más grandes son Vaeroya y Mosken. Se encuentra en el extremo del archipiélago Lofoten. El mar de Noruega se encuentra al noroeste y el Vestfjorden encuentra al sureste. El remolino Maelstrom se encuentra al norte entre Værøy y Moskenesøya.

### Clima
El clima en Værøy puede ser muy variable. El sol, la lluvia, el viento y la niebla pueden intercambiar rápidamente. El clima de invierno es templado y la temperatura rara vez desciende por debajo de 0 °C. Esto hace que las condiciones de pescado seco sean excepcionalmente buenas.
Røst y Værøy son bastante famosas por los meteorólogos, ya que es el lugar más septentrional del mundo, donde no hay invierno meteorológico, ya que la temperatura media es en su mayoría por encima de 0 °C durante todo el invierno pese a estar al norte del círculo polar ártico. Las temperaturas de invierno en el sur de Lofoten representan la anomalía de la temperatura más alta del mundo en relación con la latitud debido a la corriente del Golfo desde el mar Caribe, que traslada agua caliente desde el golfo de México hacia el noreste del océano Atlántico Norte. Sin embargo, el clima de invierno es bastante ventoso y húmedo, por lo que no se siente tan suave. Sus paisajes no parecen típicos para la región ártica en la que se encuentra localizada la isla.

## Transportes
A la isla se puede llegar con helicóptero desde Bodø, ya que Værøy cuenta con un helipuerto en Sørland. Antiguamente había un aeropuerto, pero fue cerrado después del accidente de Værøy en 1990 en el que cinco personas perdieron la vida. El aeropuerto estaba ubicado en una mala posición y los vientos en la zona eran muy fuertes. El servicio de ferry también está disponible desde Bodø, Moskenes y Røst.

## Literatura
La isla Vurrgh que aparece en el cuento Un descenso al Maelström (1841) del estadounidense Edgar Allan Poe, se trata de Værøy.